# كريستوفر تشيونغ
كريستوفر تشيونغ (بالصينية: 張華峯) هو قاضي صلح ‏ وسياسي صيني، ولد في مايو 1952 في فوجيان في الصين. حزبياً، نشط في Democratic Alliance for the Betterment and Progress of Hong Kong ‏. وقد انتخب عضو في اللجنة الوطنية لجمهورية الصين الشعبية خلال فترته النيابية ‏.